# Monika Baark

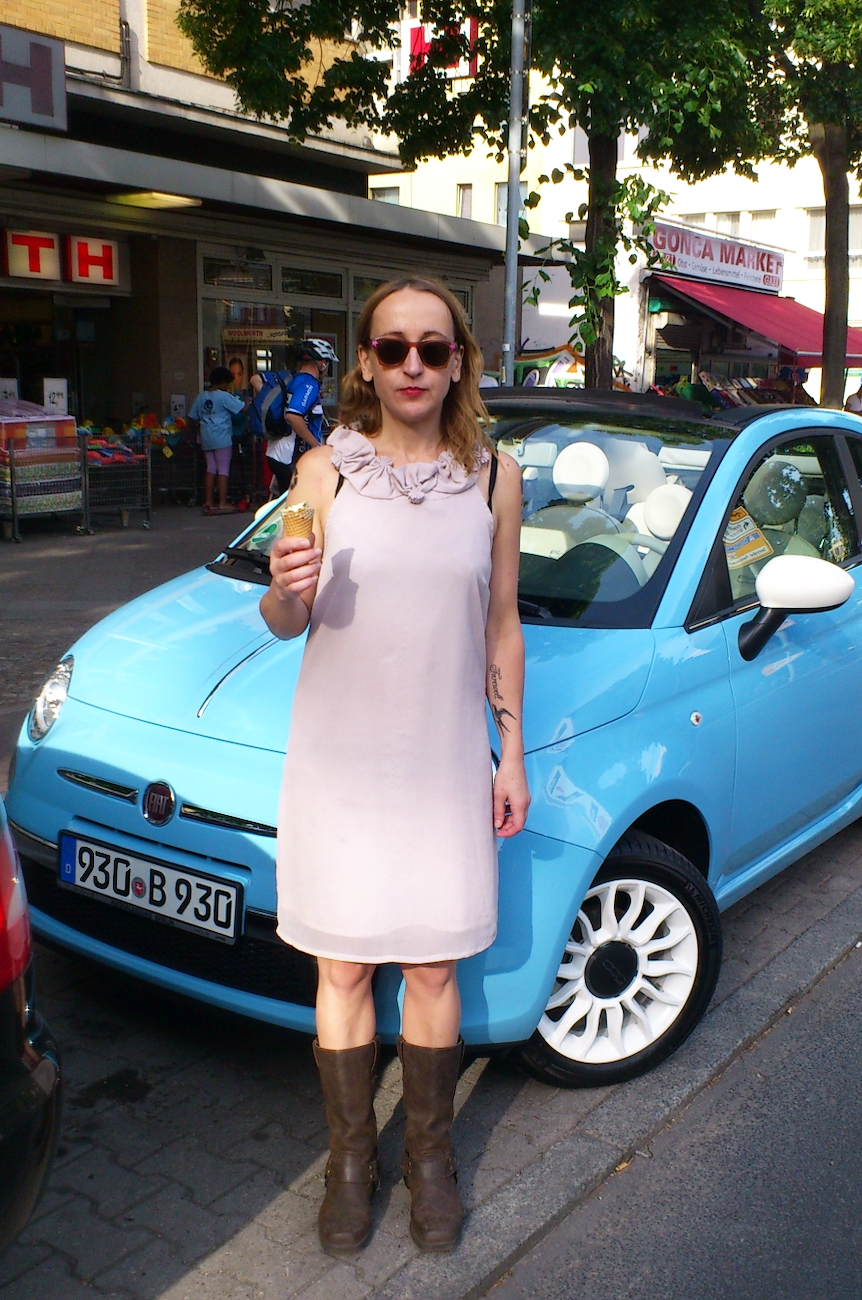
Berlin 2017

Monika Baark (* 16. Oktober 1968 in Tel Aviv, Israel) ist eine deutsche Literaturübersetzerin. Bis 2014 veröffentlichte sie unter dem Namen Monika Schmalz.

## Leben und Wirken
Monika Baark wuchs in Tel Aviv, Toronto, New York, Moskau, Bonn, und Antwerpen auf. Ihr Vater war im Auswärtigen Dienst tätig, die Familie zog häufig um. Nach dem Abitur an der Europäischen Schule Mol studierte Monika Baark Anglistik und Kunstgeschichte an der Universität Heidelberg mit einem Gastsemester an der Wesleyan University. 1995 machte sie ihren Abschluss mit M.A.
Seit 1998 lebt und arbeitet sie als freie Übersetzerin für englischsprachige Literatur in Berlin und im Wendland. Unter anderen übersetzt sie Miriam Toews, Claire Messud und Vendela Vida. Der Romanklassiker Little Women von Louisa May Alcott aus dem Jahr 1868 wurde von ihr neu übersetzt, ebenso Der steinerne Engel (1964) von Margaret Laurence. Besondere Aufmerksamkeit erhielt sie für ihre zahlreichen Übersetzungen von Margaret Atwood. Sie ist Mitglied im VdÜ.
2006 nahm sie am Lyrik-Seminar im Europäischen Übersetzer-Kollegium unter der Leitung von Christa Schuenke teil.
2008 machte sie in Acapulco eine Ausbildung zur Bikram-Yoga-Lehrerin.
Sie ist Gründungsmitglied der Band BAARK.
Ihr Ehepartner Wolfgang Baark ist ein deutscher Szenenbildner.

## Auszeichnungen
- 2004: Arbeitsstipendium des Deutschen Übersetzerfonds für Nell Freudenberger, Lucky Girls
- 2014: Arbeitsstipendium des Deutschen Übersetzerfonds für Miriam Toews, Das gläserne Klavier
- 2016: Arbeitsstipendium des Deutschen Übersetzerfonds für Margaret Atwood, Die steinerne Matratze
- 2018: Arbeitsstipendium des Deutschen Übersetzerfonds für Claire Messud, Wunderland
- 2021: Arbeitsstipendium des Deutschen Übersetzerfonds für Louisa May Alcott, Little Women. Beth und ihre Schwestern
- 2022: Arbeitsstipendium des Deutschen Übersetzerfonds für Margaret Laurence, Das Glutnest
- 2023: Arbeitsstipendium des Deutschen Übersetzerfonda für Shane McCrae, Die Sonne stand tief, als ich meinen Vater fand

## Übersetzungen (Auswahl)
- Eric Darton: Freie Stadt. Berlin 1998, ISBN 3-8270-0284-2.
- Robert McCrum: Mein Jahr draußen. Berlin 1998, ISBN 3-442-72657-3.
- Neal Gabler: Das Leben, ein Film. Berlin 1999, ISBN 3-442-15053-1.
- James McBride: Die Farbe von Wasser. Berlin 1999, ISBN 3-8333-0744-7.
- Thomas T. Blatt: Nur die Schatten bleiben. Aufbau, 1999, ISBN 3-351-02504-1.
- Jeanette Winterson: In dieser Welt und anderswo. Berlin 2000, ISBN 3-8270-0042-4.
- Trezza Azzopardi: Das Versteck. Berlin 2001, ISBN 3-442-76090-9.
- Camilla Gibb: Worüber niemand spricht. BTV, 2001, ISBN 3-442-76003-8.
- Jeanette Winterson: Das Powerbook. Berlin 2001, ISBN 3-8270-0043-2.
- Bliss Broyard: Mein Vater, tanzend. BTV, 2001, ISBN 3-8270-0077-7.
- Camilla Gibb: Die Geschichte von Emma und Blue. BTV, 2002, ISBN 3-8333-0056-6.
- Sheila Heti: Die Frau, die in einem Schuh wohnte. BTV, 2002, ISBN 3-442-76114-X.
- Shaena Lambert: Die fallende Frau. BTV, 2003, ISBN 3-442-76182-4.
- Molly Moynahan: Der Steingarten. BTV, 2003, ISBN 3-8333-0023-X.
- Jane Urquhart: Der Strudel. BTV, 2003, ISBN 3-442-76135-2.
- Nell Freudenberger: Lucky Girls. BTV, 2004, ISBN 3-8270-0479-9.
- Lara Vapnyar: Es sind Juden in meinem Haus. Berlin 2004, ISBN 3-8333-0409-X.
- Trezza Azzopardi: Was ich nicht vergessen darf. Berlin 2005, ISBN 3-8270-0549-3.
- Jeanette Winterson: Die Last der Welt. Berlin 2005, ISBN 3-8270-0446-2.
- Jeanette Winterson: Der Leuchtturmwärter. Berlin 2006, ISBN 3-8270-0575-2.
- Christopher New: Die Kaminsky-Taktik. Atrium, 2006, ISBN 3-85535-970-9.
- Lara Vapnyar: Erinnerungen einer Muse. Berlin 2007, ISBN 978-3-8333-0541-2.
- Jamal Mahjoub: Die Beweglichkeit der Breitengrade. Atrium, 2007, ISBN 978-3-85535-502-0.
- Sam Apple: Schlepping durch die Alpen. Atrium, 2007, ISBN 978-0-345-46503-0.
- Lionel Shriver: Liebespaarungen. Piper, 2009, ISBN 978-3-492-05096-8.
- Margaret Atwood: Das Jahr der Flut. Berlin 2009, ISBN 978-3-8333-0970-0.
- Trezza Azzopardi: Turmalin. Berlin 2011, ISBN 978-3-8270-0733-9.
- Jeanette Winterson: Die steinernen Götter. Berlin 2011, ISBN 978-3-8270-0950-0.
- Lionel Shriver: Dieses Leben, das wir haben. Piper, 2011, ISBN 978-3-492-05441-6.
- Caroline Brothers: Niemandsland. Berlin 2012, ISBN 978-3-8333-0898-7.
- Jeanette Winterson: Warum glücklich statt einfach nur normal? Hanser, Berlin 2013, ISBN 978-3-8270-0950-0.
- Amity Gaige: Schroders Schweigen. Hanser, Berlin 2013, ISBN 978-3-446-24366-8.
- John Adams: Doctor Atomic. Libretto für das Badische Staatstheater Karlsruhe. 2013.
- Margaret Atwood: Die Geschichte von Zeb. Berlin 2014, ISBN 978-3-8270-1172-5.
- Katherine Dunn: Binewski. Verfall einer radioaktiven Familie. Berlin Verlag, 2014, ISBN 978-0-394-56902-4.
- Margaret Atwood: Die Tür. Berlin 2014, ISBN 978-3-8270-1221-0.
- Vendela Vida: Des Tauchers leere Kleider. Aufbau, 2016, ISBN 978-3-7632-6886-3.
- Hannah Rothschild: Die Launenhaftigkeit der Liebe. DVA, 2016, ISBN 978-3-328-10204-5.
- Miriam Toews: Das gläserne Klavier. Berlin 2016, ISBN 978-3-8270-7860-5.
- Margaret Atwood: Die steinerne Matratze. Berlin, 2016, ISBN 978-3-8270-1318-7.
- Lois Pryce: Im Iran dürfen Frauen nicht Motorrad fahren – Was geschah, als ich es trotzdem tat. DuMont, 2017, ISBN 978-3-7701-6681-7.
- Margaret Atwood: Das Herz kommt zuletzt. Berlin, 2017, ISBN 978-3-492-31275-2.
- Claire Messud: Das brennende Mädchen. Hoffmann und Campe, 2018, ISBN 978-3-455-00887-6.
- Sarah Ladipo Manyika: Wie ein Maultier, das der Sonne Eis bringt. Hanser, Berlin 2019, ISBN 978-3-446-26411-3.
- Miriam Toews: Die Aussprache. Hoffmann und Campe, 2019, ISBN 978-3-455-00510-3.
- Margaret Atwood: Die Zeuginnen. Berlin, 2019, ISBN 978-3-8270-1404-7.
- Margaret Laurence: Der steinerne Engel. Eisele, 2020, ISBN 978-3-96161-092-1.
- Claire Messud: Wunderland. Hoffmann und Campe, 2021, ISBN 978-3-455-00614-8.
- Louisa May Alcott: Little Women. Beth und ihre Schwestern. Reclam, 2021, ISBN 978-3-15-011357-8.
- Dorothy Gallagher: Was ich dir noch erzählen wollte. Kampa, 2021, ISBN 978-3-311-35002-6.
- Margaret Laurence: Eine Laune Gottes. Eisele, 2022, ISBN 978-3-96161-130-0.
- Vendela Vida: Die Gezeiten gehören uns. Hanser, Berlin 2022, ISBN 978-3-446-27226-2.
- Margaret Laurence: Das Glutnest. Eisele, 2023, ISBN 978-3961611744.
- Emma Cline: Die Einladung, Hanser, München 2023, ISBN 978-3-446-27757-1.
- Jane Gardam: Gute Ratschläge, Hanser, Berlin 2024, ISBN 978-3-446-27957-5.
- Margaret Atwood: Hier kommen wir nicht lebend raus, Berlin, 2024, ISBN 978-3-8270-1474-0